# Brennberg
Brennberg ist eine Gemeinde im Oberpfälzer Landkreis Regensburg in Bayern und ein Mitglied der Verwaltungsgemeinschaft Wörth an der Donau.
Das Burgdorf liegt im höchstgelegenen Teil des Landkreises Regensburg.

## Geografie

### Geografische Lage
Die Gemeinde liegt im Mittelpunkt des Städtedreiecks Regensburg – Straubing – Cham im Falkensteiner Vorwald. Die nächstgelegene Stadt ist Wörth an der Donau (etwa 12 km Entfernung).
Der Falkensteiner Vorwald bildet eine Untereinheit des Bayerischen Waldes. Er ist im Vergleich zum ebenen Gäuboden und dem Donautal eine Mittelgebirgslandschaft. In dieser Gegend sind die härtesten Gesteine wie Granite und Gneise an der Oberfläche der Landschaft. Die Bodenbeschaffenheit besteht größtenteils aus grusigem, lehmigem und teilweise steinigem Sand. Die Landschaft ist besonders ausgeprägt mit zahlreichen Wasserquellen, kleineren Gewässern und feuchten Wiesen. Die Gewässer fließen abhängig von der Wasserscheide in die Regensenke nach Norden oder nach Süden in die Donau. Im Gebiet zwischen Donautal und Cham-Further Senke gibt es eine vergleichsweise hohe Dichte an Burgen und Klöstern gegenüber den angrenzenden Gebieten. In der Umgebung sind Knocks – das sind größere Granitfelsen mit seltenen Moosen und Flechten – zu finden.

### Gemeindegliederung
Es gibt 62 Gemeindeteile (in Klammern ist der Siedlungstyp angegeben):
- Außenlehen (Weiler)
- Berndorf (Weiler)
- Bibersbach (Dorf)
- Brennberg (Pfarrdorf)
- Bruckbach (Kirchdorf)
- Buchberg (Weiler)
- Dessenacker (Einöde)
- Dosmühle (Weiler)
- Eichlberg (Einöde)
- Engelsberg (Einöde)
- Fahndorf (Weiler)
- Fahnmühle (Weiler)
- Falkenlehen (Einöde)
- Fischbehälter (Weiler)
- Forsthof (Einöde)
- Frankenberg (Dorf)
- Frauenzell (Pfarrdorf)
- Grabenhof (Weiler)
- Grubfeld (Einöde)
- Grubhof (Einöde)
- Hamberg (Weiler)
- Hammermühle (Einöde)
- Hauserhof (Weiler)
- Hechtfeld (Weiler)
- Hechthof (Einöde)
- Himmelmühle (Weiler)
- Himmelthal (Einöde)
- Hintergrub (Einöde)
- Hochaigen (Einöde)
- Hohenrad (Weiler)
- Höllmühle (Einöde)
- Innenlehen (Einöde)
- Kerm (Einöde)
- Kirnberg (Einöde)
- Kleinhimmelmühle (Einöde)
- Klosterberg (Einöde)
- Kriegergütl (Einöde)
- Leibgütl (Einöde)
- Lohhof (Einöde)
- Loidsberg (Weiler)
- Neustadl (Einöde)
- Obereppenberg (Einöde)
- Ochsenweide (Einöde)
- Pfaffenthann (Einöde)
- Pielhof (Weiler)
- Pöllhof (Einöde)
- Schmidlehen (Weiler)
- Schmuckerwinkl (Einöde)
- Schrottenloh (Einöde)
- Schwaig (Dorf)
- Stadl (Weiler)
- Thalhof (Einöde)
- Untereppenberg (Einöde)
- Weismühle (Weiler)
- Wernetsgrub (Einöde)
- Wetzelsdorf (Einöde)
- Ziegelhäusl (Einöde)
- Zieglöde (Einöde)
- Zinthof (Einöde)
- Zumhof (Dorf)
- Zwergfeld (Einöde)
- Zwinger (Weiler)

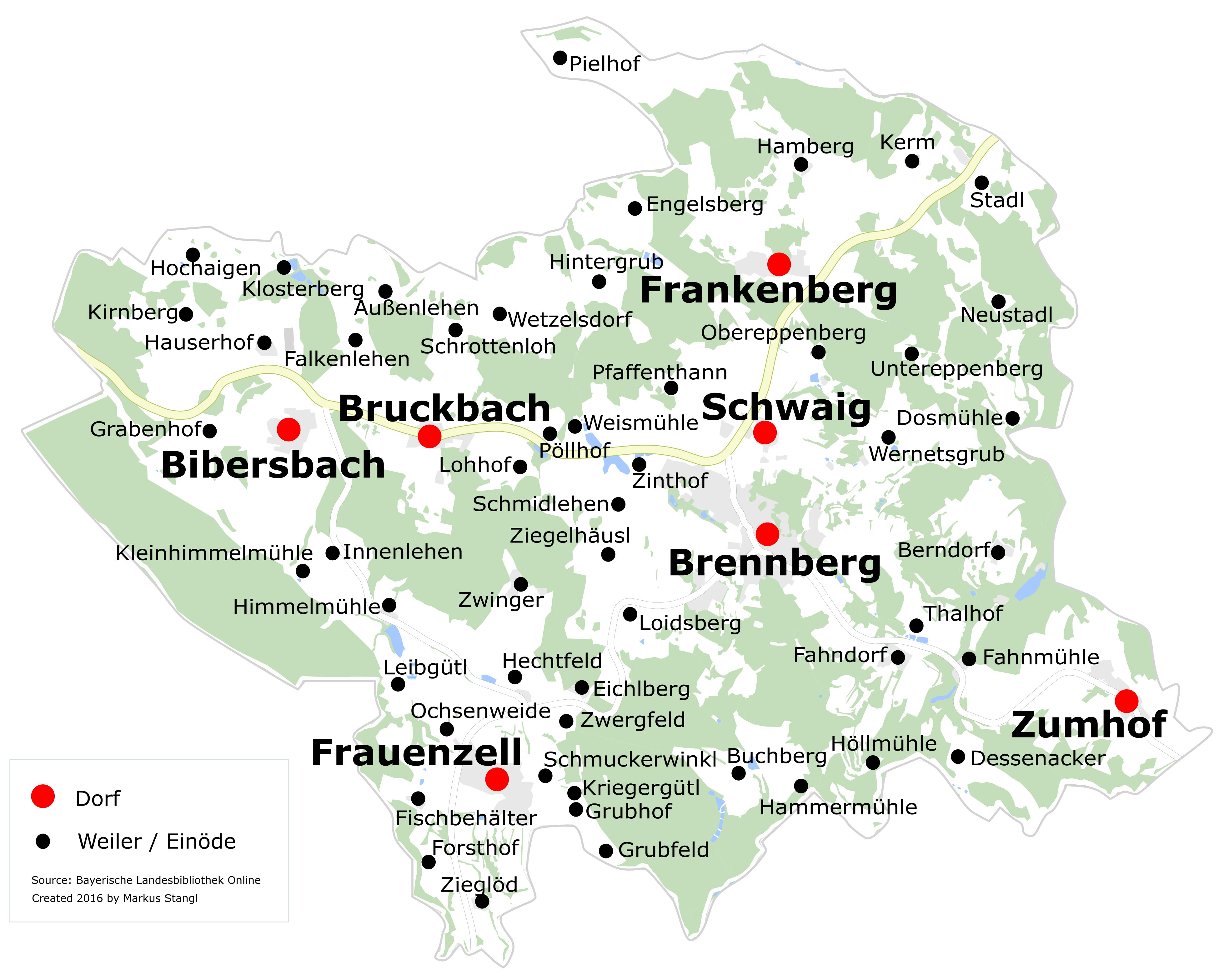
Gemeinde Brennberg mit Gemeindeteilen

Es gibt die Gemarkungen Brennberg (nur Gemarkungsteil 0), Bruckbach, Forstmühler Forst (nur Gemarkungsteil 2), Frankenberg und Frauenzell.

### Nachbargemeinden

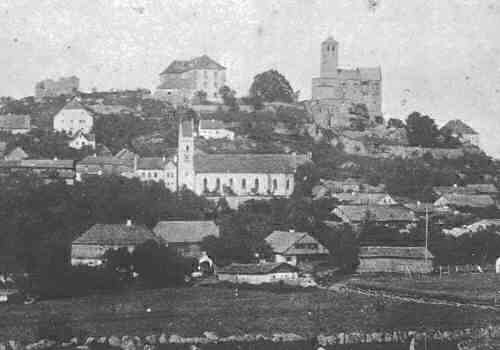
Brennberg im Jahr 1889

Folgende Gemeinden grenzen an die Gemeinde Brennberg an; sie werden nach dem Uhrzeigersinn beginnend im Norden genannt: Zell, Falkenstein und Rettenbach im Landkreis Cham, Wiesent und Altenthann im Landkreis Regensburg sowie Wald im Landkreis Cham.
| Wald 9 km       | Zell 8 km                                   | Falkenstein 7 km |
| Altenthann 7 km | Kompassrose, die auf Nachbargemeinden zeigt | Rettenbach 9 km  |
|                 | Wiesent 7 km                                |                  |

### Klima
Im Falkensteiner Vorwald herrscht mitteleuropäisches Kontinentalklima. In den Wintermonaten von Dezember bis März herrscht besonders über 500–600 m raues Klima mit anhaltend geschlossener Schneedecke. Bei Süd- und Westwind stauen sich die vom flachen Donautal kommenden Wolken in den Hängen des Falkensteiner Vorwaldes, was teilweise zu starken Steigungsniederschlägen führt. Bei Nord- und Ostwind liegt der Falkensteiner Vorwald auf der windabgewandten Seite des über 1400 m hohen Böhmerwaldes. Niederschlag gibt es dann kaum, es stellen sich im Falkensteiner Vorwald wärmere Föhnwinde ein. Solche Ostwetterlagen gibt es deutlich seltener als die Höhenwinde aus Westen, so gibt es in Brennberg eine durchschnittliche Jahresniederschlagsmenge von 782 mm.
|                        | Jan  | Feb  | Mär  | Apr  | Mai  | Jun  | Jul  | Aug  | Sep  | Okt  | Nov  | Dez  |   |      |
| Mittl. Temperatur (°C) | −3,3 | −2,1 | 2,3  | 6,7  | 11,2 | 14,7 | 16,4 | 15,8 | 12,7 | 7,6  | 2,2  | −1,6 | ⌀ | 6,9  |
| Mittl. Tagesmax. (°C)  | −0,5 | 1,2  | 6,5  | 11,8 | 16,5 | 19,9 | 21,7 | 21   | 17,7 | 11,7 | 4,8  | 0,8  | ⌀ | 11,1 |
| Mittl. Tagesmin. (°C)  | −6   | −5,3 | −1,8 | 1,7  | 6    | 9,5  | 11,1 | 10,7 | 7,8  | 3,5  | −0,3 | −4   | ⌀ | 2,8  |
|                        |      |      |      |      |      |      |      |      |      |      |      |      |   |      |
| Niederschlag (mm)      | 60   | 46   | 52   | 50   | 74   | 90   | 96   | 89   | 65   | 53   | 55   | 64   | Σ | 794  |

| −6 |

| −5,3 |

| −1,8 |

| 1,7 |

| 6 |

| 9,5 |

| 11,1 |

| 10,7 |

| 7,8 |

| 3,5 |

| −0,3 |

| −4 |

| −6 |

| −5,3 |

| −1,8 |

| 1,7 |

| 6 |

| 9,5 |

| 11,1 |

| 10,7 |

| 7,8 |

| 3,5 |

| −0,3 |

| −4 |

| N i e d e r s c h l a g | 60  | 46  | 52  | 50  | 74  | 90  | 96  | 89  | 65  | 53  | 55  | 64  |
|                         | Jan | Feb | Mär | Apr | Mai | Jun | Jul | Aug | Sep | Okt | Nov | Dez |

## Geschichte

### Namensherkunft

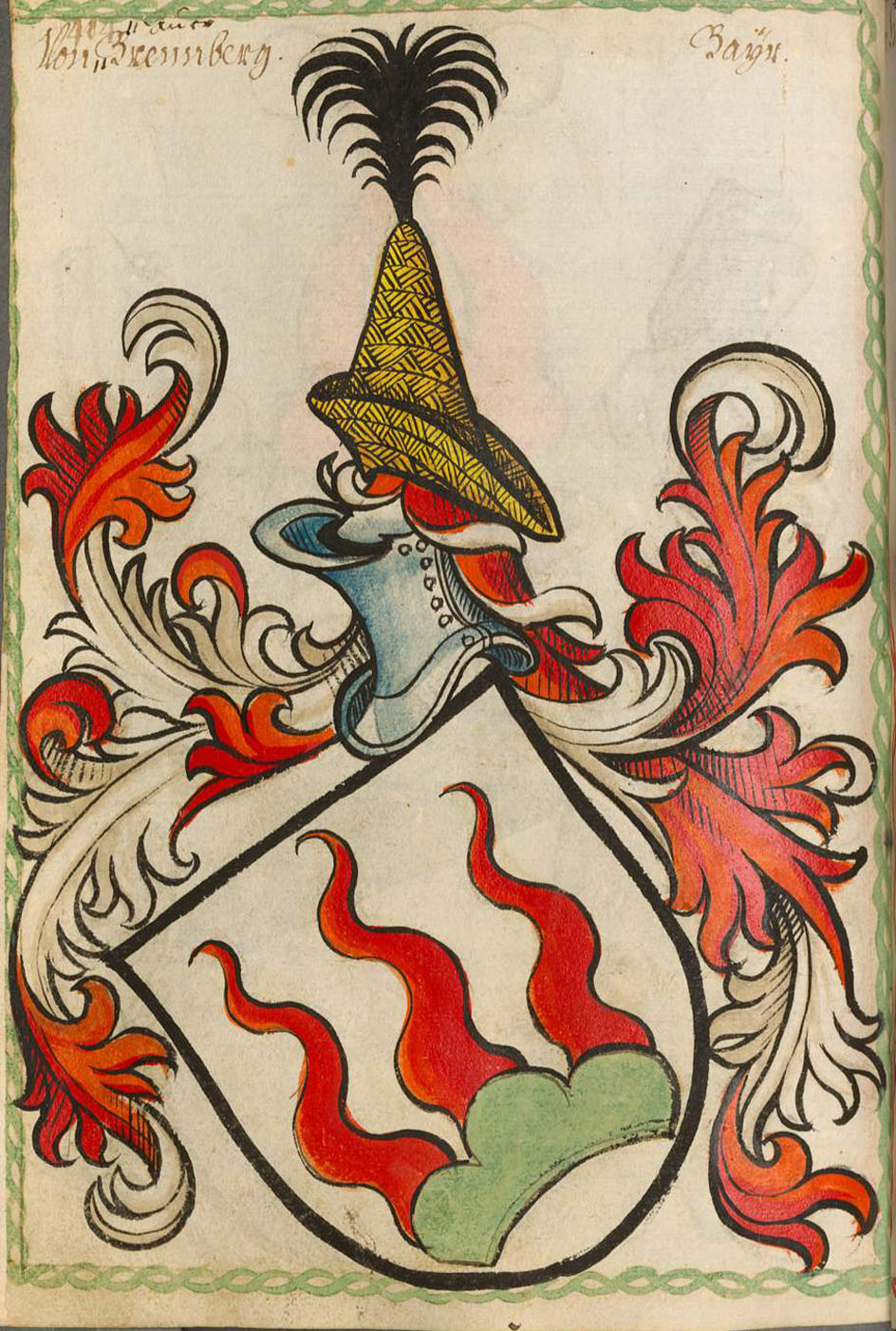
Wappen des erloschenen Geschlechts von Prenberg

Im Lauf der Jahrhunderte veränderte sich der Ortsname von Briemberch über Prenberg zu Brennberg.
Das erste nachweisliche Adelsgeschlecht de Prenberg führte in seinem Wappen bereits die drei brennenden Berge. Es ist auch zu vermuten, dass sich der Name Brennberg vom damaligen Erbauer der Burg Brennberg ableitet. Die Entstehung der Burg Brennberg ist auf das Adelsgeschlecht der Brennberger gegen Anfang des 11. Jahrhunderts zurückzuführen. Vermutlich hat Wernher I. de Prenberg das erste Gebäude auf dem westlichen Burgberg errichtet. Zu damaliger Zeit war es üblich, dass Schlossbesitzer den Burgen ihren Namen gaben.

### Vor- und Frühgeschichte
Die ersten Menschen in der Umgebung von Brennberg dürften sich bereits seit der Altsteinzeit aufgehalten haben. Das belegen Funde wie Jagdwaffen und Opfersteine in den umliegenden Ortsteilen.

### Erste Belege
Geschichtliche Nachrichten über Brennberg reichen bis ins 10. Jahrhundert zurück. Es gibt Aufzeichnungen, dass ein Diotmar von Brennberg am 4. Reitturnier zu Merseburg a.S. teilnahm. Im Jahr 1080 nahm ein Wilhelm von Brennberg am 8. Turnier zu Augsburg teil. Die ersten urkundlichen Hinweise auf Brennberg gibt es aus der Zeit von 1226 in der Wirnto de Prenberg genannt wird. In Brennberg wird auch ein Eisenhammer genannt, der Mitglied in der Oberpfälzer Hammereinigung von 1387 war („Chvnrad Törsch mit dem hamer zu Prennberch“). Zudem werden zwei weitere Werke genannt, und zwar „Fridreich Awer mit hamer zu Bürperg [Brennberg] und mit dem hamer zu der Dvzz [Dosmühle]“, die auch Mitglieder der Hammereinigung waren.

### Mittelalter (Zeit bis 1500)

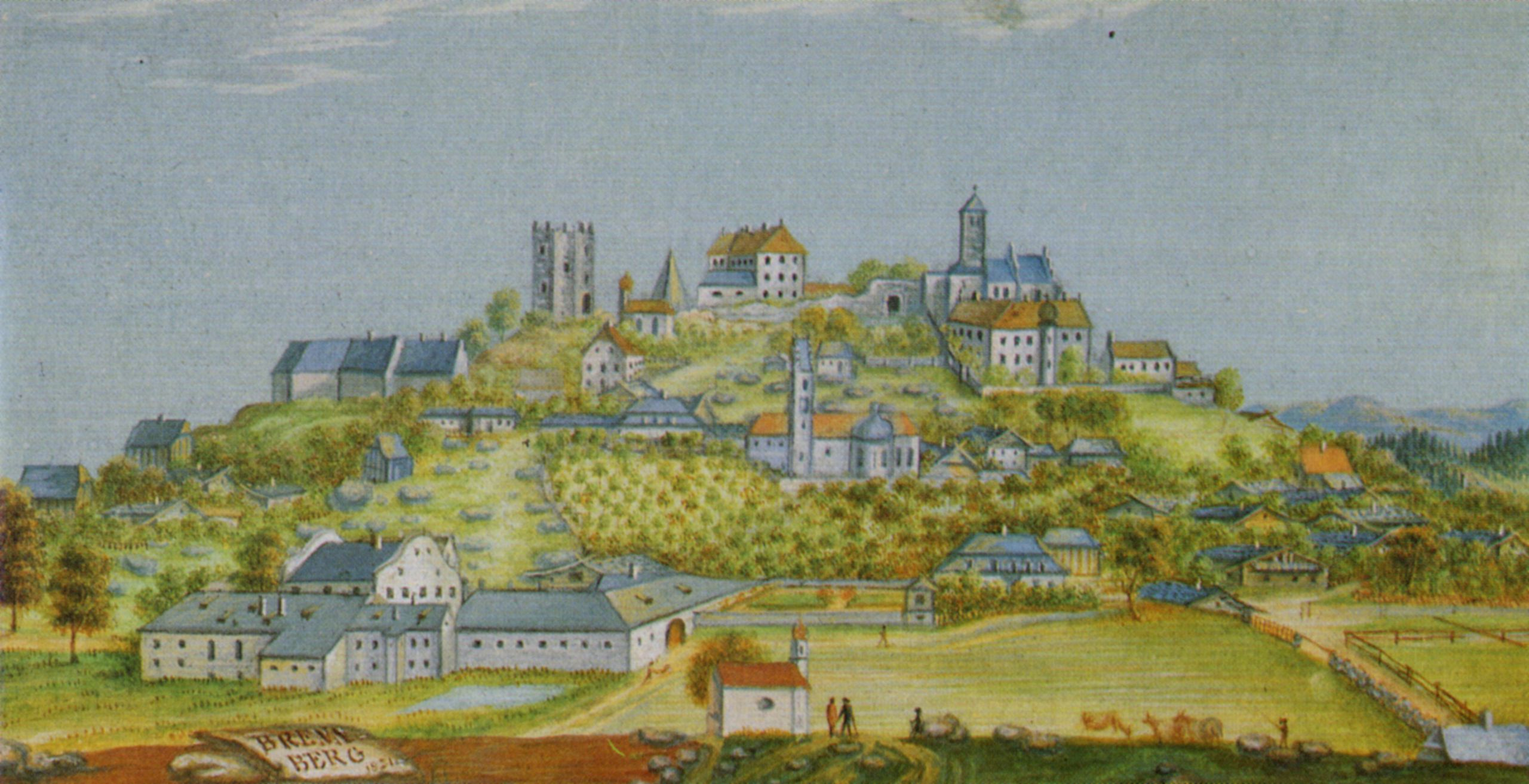
Brennberg im Jahr 1821

Die Brennberger waren ein altes Adelsgeschlecht des Nordgaus mit Perinhart von Briemberch, welcher Vasall des St. Emmeram-Stifts zu Regensburg war. Sie hatten damals neben hochstiftischen Lehen auch eigenen Besitz und Untertanen. Auch waren sie später Truchsees und Ministeriale des Hochstifts zu Regensburg. Aus ihnen geht der bekannte Minnesänger Reimar II. von Brennberg und Gründer des Klosters in Frauenzell, Reimar IV. hervor. Nachweisbare Belege gibt es seit Wernher I. de Prenberg (* 1115; † 1134). Wernher I. (Wirnto I.) hat vermutlich das erste Gebäude auf den westlichen Burgberg errichtet.
1411 gründete das Patriziergeschlecht der Auer die Pfarrei Brennberg. Der damalige Herrscher Friedrich II., der Auer, vermacht der Pfarrei Brennberg den damaligen Hof zu Brennberg den Zünthof. Der Zünthof war von da an Wohnsitz des Pfarrers bis 1895. Die Brennberger Pfarrei war am Anfang eine Filiale von Wörth a. d. Donau und wurde dann an die Pfarrei Bruckbach verschenkt. Die Pfarrei Bruckbach wurde im 11. oder 12. Jahrhundert gegründet.
Die Herrschaft Brennberg verfügte im Mittelalter über die niedere und höhere Gerichtsbarkeit. Todesurteile wurden auf dem Galgenberg, südlich von Brennberg, mit dem Strang oder mit dem Schwert vollzogen.

### Neuzeit

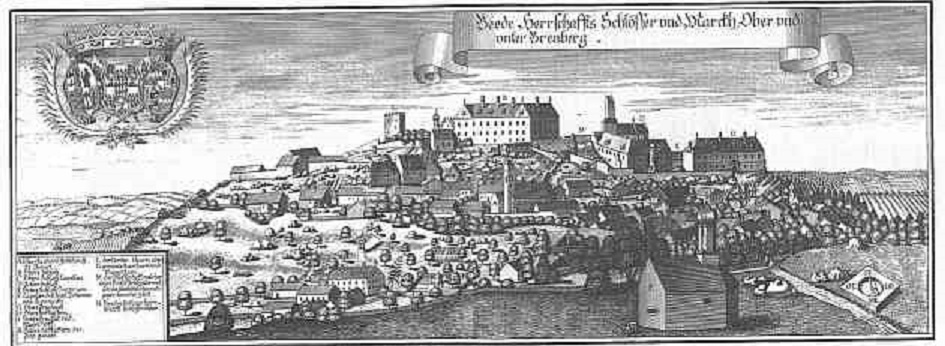
Ober- und Unterbrennberg (1726),
Stich von Michael Wening

Von 1366 bis 1567 war die Burg in die zwei Herrschaften Oberbrennberg und Unterbrennberg geteilt. Das Geschlecht der Nußberger (1567 bis 1571) vereinigte die beiden Herrschaften wieder. Ihnen folgte bis 1776 das Geschlecht der Lerchenfelder.
1633 wurden die Burg und das vom letzten Brennberger gegründete Kloster Frauenzell von den Schweden heimgesucht. 1642 und 1686 sind die Burg und der Ort von Bränden beschädigt worden. Auch die Kirche und deren Glocken fielen dem Brand zum Opfer.
Im Jahr 1634, während des Dreißigjährigen Krieges, kamen die Schweden und verwüsteten und plünderten das Kloster und die Kirche. Anschließend wütete die Pest, wodurch in Brennberg 800 und in Frauenzell 200 Menschen starben. 1688 war das Gotteshaus wieder aufgebaut. Die jetzige kleinste Glocke im Turm stammt noch aus dieser Zeit.
1735 befanden sich abwechslungsweise österreichische und französische Soldaten in Brennberg.
Im Jahre 1758 beantrage Franz Xaver von Lerchenfeld vier Jahrmärkte in Brennberg. Der Antrag für den Erhalt der Marktrechte wurde über die Regierung in Straubing an die Hofkammer in München eingereicht. Dieser Antrag wurde am 6. November 1759 abgelehnt.
Durch die besondere Förderung der Lerchenfelder erlebte Brennberg zu dieser Zeit einen blühenden Aufschwung. Die Kirche wurde mit kostbaren, heute noch erhaltenen Paramenten ausgestattet, eine große Monstranz, die Ewig-Licht-Lampe sowie wertvolle Kirchengewänder, Leuchter und Taufgefäße wurden gestiftet. In der zweiten Hälfte des 18. Jahrhunderts kam durch Heirat die Herrschaft Oberbrennberg von den Lerchenfeldern an Joseph Freiherr von Gumppenberg. 1832 wurde der Besitz an den Fürsten Maximilian Karl von Thurn und Taxis verkauft.
1818 entstand die Gemeinde Brennberg. Im weiteren 19. Jahrhundert verfiel die Burg mehr und mehr.
Am 4. Juni 1935 schenkte das Fürstentum von Thurn und Taxis die Schlossruine der Gemeinde Brennberg.

### Nachkriegszeit und Moderne
Brennberg litt wie alle Gemeinden unter der Last des Ersten und Zweiten Weltkriegs. 1945 wurde der Ort von den Amerikanern besetzt, die zahlreiche Häuser beschlagnahmten. Später erholte sich Brennberg nach und nach und nahm 1957 die erste gemeindliche Wasserversorgung in Betrieb. Überdies entwickelten sich der Handel und das Handwerk. 1980 wurden die restliche Bausubstanz der Burg gesichert und ein Aussichtsturm errichtet.
Ende des 20. Jahrhunderts wurden zahlreiche gemeindliche Vorhaben realisiert: Neue Sportanlagen entstanden, ein neues Schulhaus wurde gebaut, ein neuer Kindergarten eröffnet sowie die Ortsdurchfahrt fertiggestellt. In den letzten Jahren wurden die Weichen für weitreichende Investitionen in Infrastruktur und Wirtschaft, Dorferneuerung sowie regenerative, umweltfreundliche Energie, energiesparende Technik und in die Breitbandversorgung gestellt.

### Eingemeindungen
Im Zuge der Gebietsreform in Bayern wurde am 1. Januar 1971 die Gemeinde Frankenberg eingegliedert. Bruckbach und Frauenzell (mit dem am 1. April 1949 eingegliederten Rest der ehemaligen Gemeinde Göppenbach) kamen am 1. Mai 1978 hinzu.

### Einwohnerentwicklung
Zwischen 1988 und 2018 wuchs die Gemeinde von 1576 auf 1989 Einwohner bzw. um 26,2 %.

## Religion
Anfang 2011 waren 88,4 % der Bevölkerung Brennbergs katholisch, 2,6 % evangelisch und 1,3 % gehörten einer anderen oder keiner Religionsgemeinschaft an.
Römisch-katholische Kirche

Die Katholiken gehören zur Pfarrgemeinschaft Altenthann – Brennberg – Frauenzell, die dem Dekanat Donaustauf und dem Bistum Regensburg zugeordnet ist. Neben der Pfarrkirche St. Rupert, gibt es noch die Filialkirche St. Petrus in Bruckbach.

## Politik und Verwaltung

### Gemeinderat
Der Brennberger Gemeinderat besteht aus 12 ehrenamtlichen Gemeinderäten und dem hauptamtlichen Ersten Bürgermeister. Das Gemeindeparlament wird für eine Legislaturperiode von sechs Jahren gewählt. Bei der Kommunalwahl vom 15. März 2020 haben von den 1647 stimmberechtigten Einwohnern in der Gemeinde Brennberg, 1153 von ihrem Wahlrecht Gebrauch gemacht, womit die Wahlbeteiligung bei 70,01 Prozent lag.
- FWB: 8
- CSU: 4

CSU einschließlich UW.

### Bürgermeisterin
Irmgard Sauerer (Freie Wählerschaft) wurde bei den Kommunalwahlen 2008 mit 57,88 % erstmals zur Ersten Bürgermeisterin gewählt. 2014 wurde sie mit 92,65 % der Stimmen, ohne Gegenkandidaten, wiedergewählt. 2020 wurde sie mit 90,29 % der Stimmen, ohne Gegenkandidaten, wiedergewählt.

### Wappen
| Wappen der Gemeinde Brennberg | Blasonierung: „In Silber ein grüner Dreiberg, aus dem drei rote Flammen schlagen.“ |
| Wappen der Gemeinde Brennberg | Wappenbegründung: Bildhaft bringt das Wappen den Ortsnamen Brennberg zum Ausdruck. Schon im Mittelalter führte das Adelsgeschlecht von Brennberg mit Stammsitz auf Burg Brennberg das Wappen. Das Wappen wird seit 1966 verwendet. |

### Partnerschaften
Brennberg pflegt partnerschaftliche Kontakte zu folgender gleichnamigen Gemeinde:
- Brennbergbánya, ein Stadtteil von Sopron in Ungarn

## Kultur und Sehenswürdigkeiten

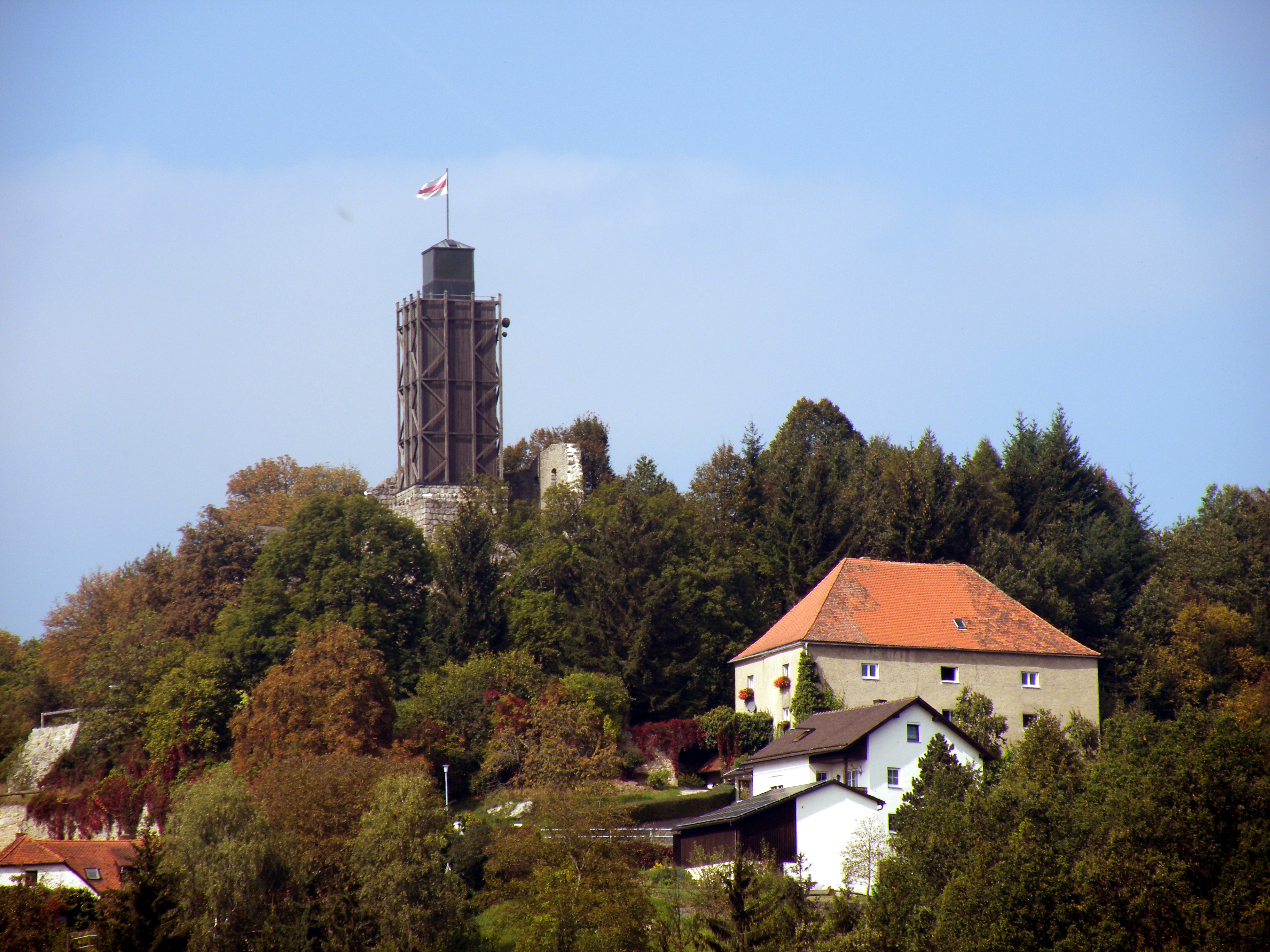
Burgruine Brennberg mit Aussichtsturm

### Bauwerke

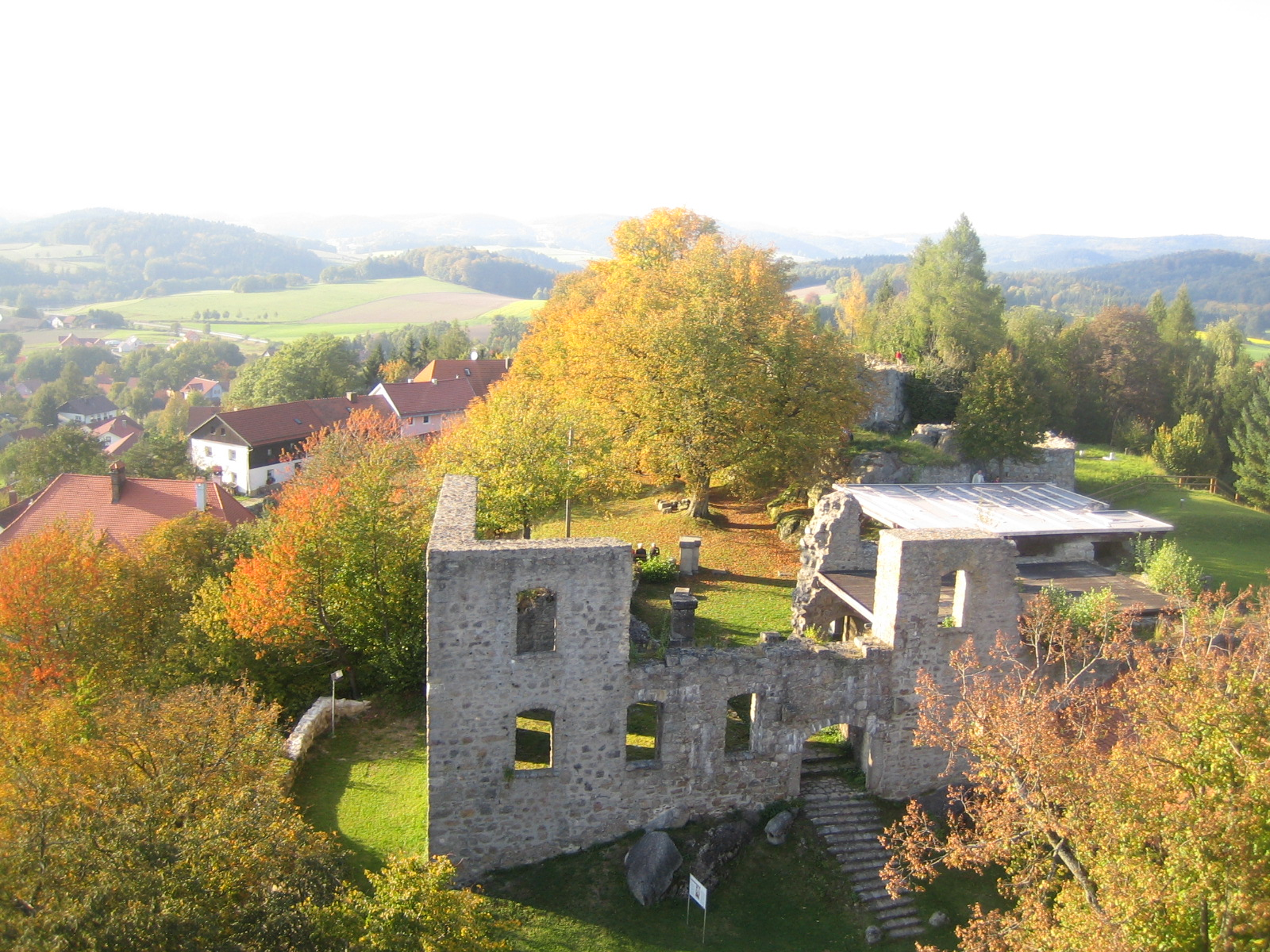
Burganlage Brennberg mit Blick in die Donauebene

- Skulptur Fischsäule auf dem Kirchplatz
- Spital Brennberg

Geschichte des Spitals:
Im Jahr 1567 fundierte Wilhelm von Nussberg, Herr von Ober- und Unterbrennberg, die Armen-Spital-Stiftung. Bis zum Beginn des 20. Jahrhunderts wurden hier arme Menschen ohne Angehörige untergebracht. Das Gebäude wurde 1709 neu errichtet und 1791 aufgestockt. Im Jahr 1974 wurde die Armenspitalstiftung aufgelöst und von 1986 bis 1987 von der Gemeinde teilsaniert. Anschließend stand es 30 Jahre unbewohnt. Von 2005 bis 2007 wurde das Spital grundlegend saniert. Nachdem für das Bauwerk im Jahr 2005 eine Spital eG gegründet worden war, war die Finanzierung dieses Vorhabens endgültig gesichert. Am 21. September 2007 wurde das Spital wieder eröffnet. Die Sanierung erhielt 2009 den Kulturpreis des Bezirks Oberpfalz in der Kategorie Denkmalpflege.
Das Gebäude beherbergt heute Gasträume sowie einen Laden mit Kunsthandwerk und regionalen Erzeugnissen. Zudem finden dort Ausstellungen und saisonale Veranstaltungen statt.

#### Kirchen und Klöster

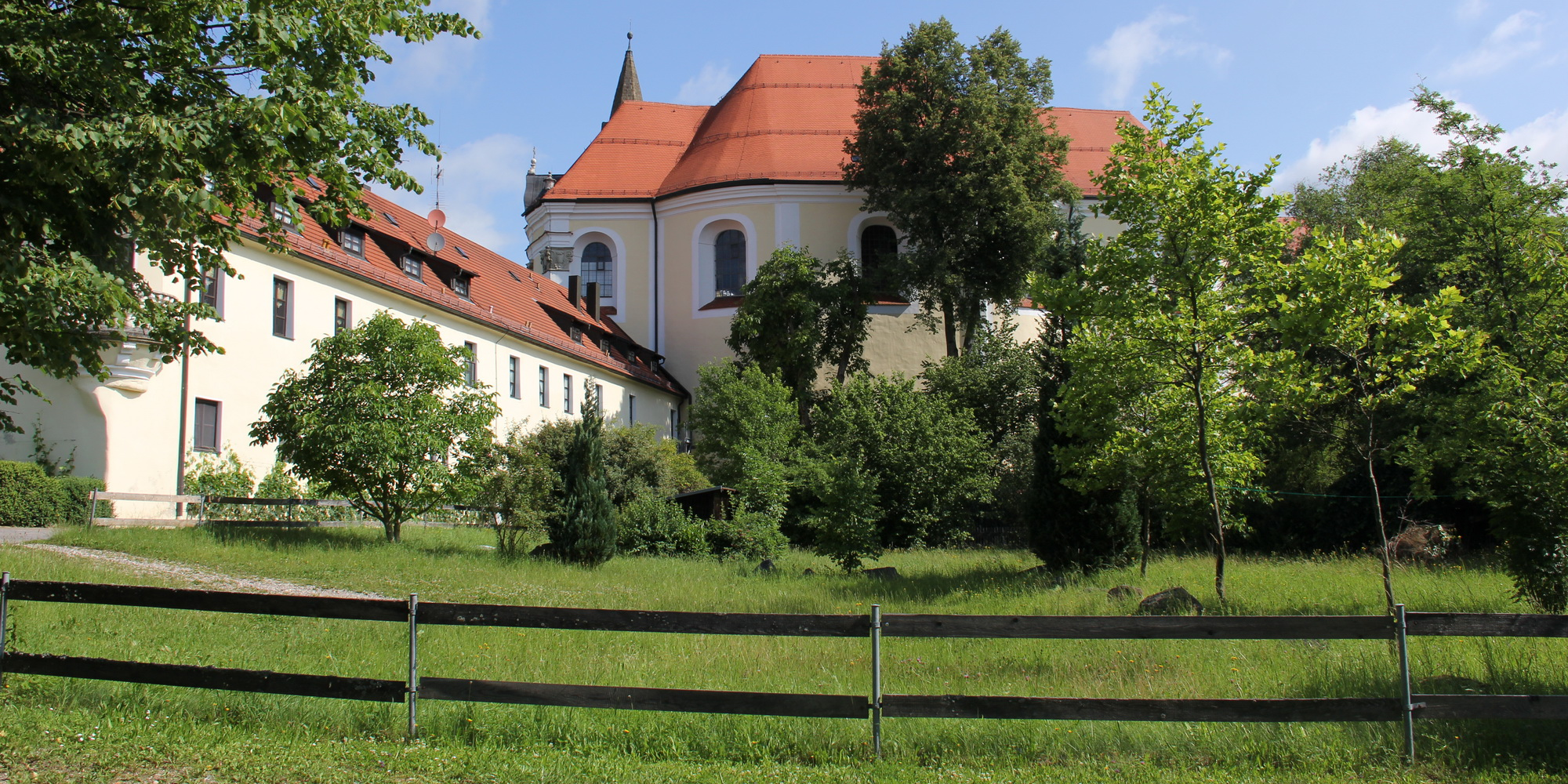
Ehemalige Kloster- und Wallfahrtskirche Frauenzell

Eine Sehenswürdigkeit ist im Zentrum des Dorfes die Pfarrkirche St. Rupert, die auf einen Bau aus dem 17. Jahrhundert zurückgeht.
Eine weitere Pfarrkirche und ehem. Kloster- und Wallfahrtskirche Mariä Himmelfahrt befindet sich in Frauenzell:
Die Filialkirche St. Peter befindet sich im Ortsteil Bruckbach. Die Kirche in Bruckbach stellt sich als Saalbau mit eingezogenem Chor und Chorturm mit Treppengiebel dar. Ihr Chor (ehemaliges Langhaus der Chorturmanlage) ist romanisch, ein Umbau erfolgte im Jahr 1718; 1953/54 folgte eine Erweiterung nach Westen. Der Chorturm ist spätgotisch, zweite Hälfte des 15. Jahrhunderts und um 1600.

#### Burgen
Die Burg Brennberg ist eine restaurierte Burg aus dem Mittelalter. Die Burganlage ist ganzjährig frei zugänglich und eine Turmbegehung ist ebenfalls jederzeit möglich. Bei guter Sicht reicht der Blick vom Burgturm bis ins Voralpenland.

### In der näheren Umgebung
In der Gemeinde liegt ein Teil des Naturschutzgebietes Höllbachtal.
Das Höllbachtal bietet Lebensraum für viele Tiere und hat eine große Bedeutung im Artenschutzbereich. Besonderheiten im Höllbachtal ist der Wanderweg mit Waldlichtung, meterhohe Gesteinsformationen, Granitfelsen und Gneise sowie ein Gesteinsmeer, welches durch den Wildbach durchströmt wird.
Überregionale Wanderwege

Durch Brennberg verläuft der Brennberger Burgensteig. Dieser verbindet verschiedene Burgen zwischen Wörth a.d. Donau, Wiesent, Frauenzell, Brennberg und Falkenstein
Sehenswürdigkeiten

- Burg Falkenstein in Falkenstein

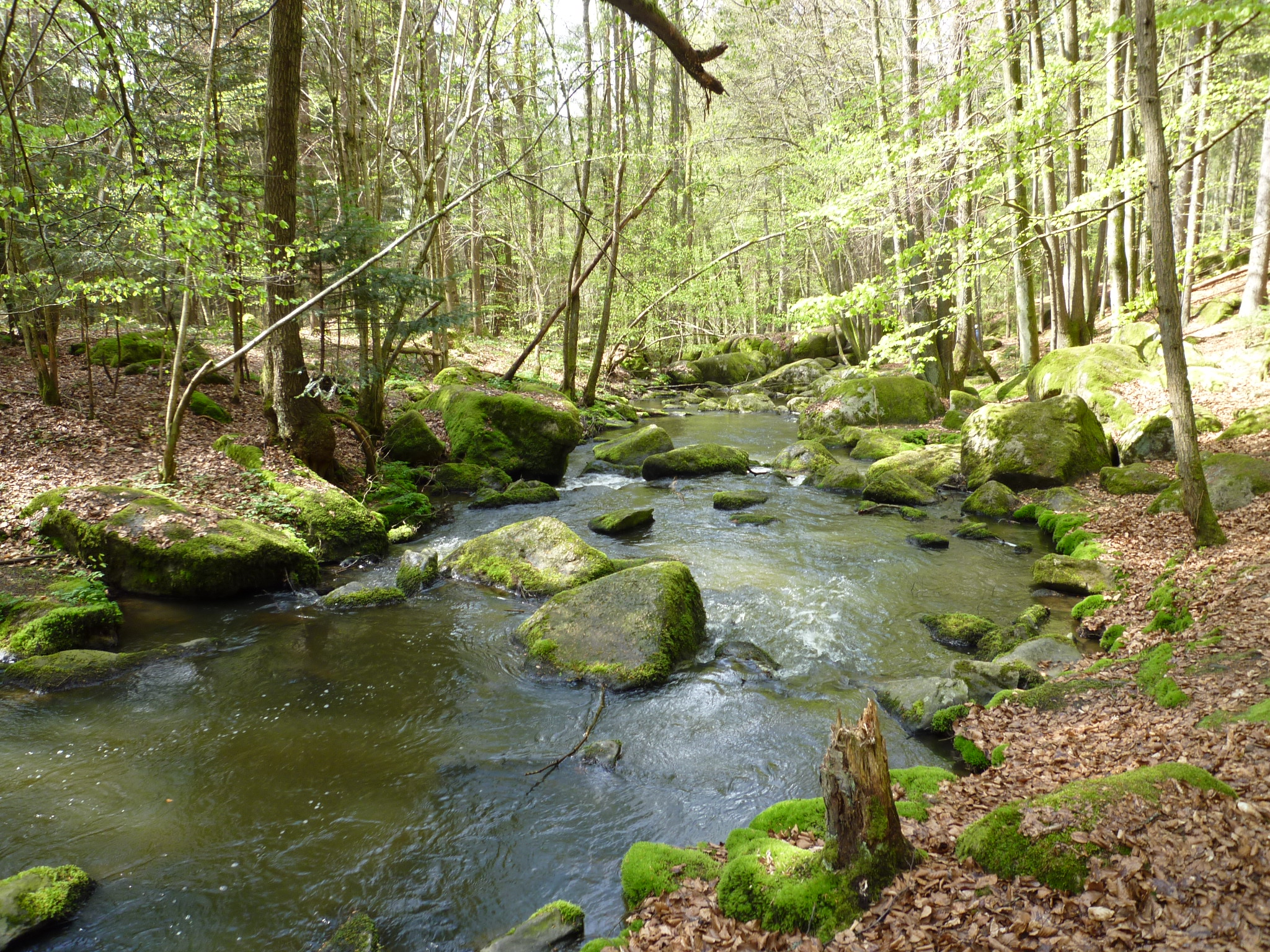
Naturschutzgebiet Höllbachtal

- Nepal-Himalaya-Pavillon in Wiesent
- Schloss Wörth an der Donau
- Burgruine Lobenstein bei Zell
- Burgruine Siegenstein bei Süssenbach
- St. Ägidius-Kirche in Schönfeld

Geotope in der Nähe von Brennberg:

### Sport und Vereine
Im Gemeindebereich gibt es derzeit über 30 Vereine, darunter die 1868 gegründete Freiwillige Feuerwehr Brennberg. Sie sorgt wie die Feuerwehren der Ortsteile für den Brandschutz, für allgemeine Hilfe im Gemeindegebiet und darüber hinaus.
In Brennberg ist der Sportverein SSV Brennberg mit zahlreichen Abteilungen und vielfältigen Angeboten aktiv. Seit 1988 gibt es ein großes Sportgelände. Im Ortsteil Frauenzell befindet sich ein Schlepplift, der bei Schnee in den Wintermonaten in Betrieb ist. Zudem gibt es bei Loidsberg eine gespurte Loipe. Das nächstgelegene Freibad befindet sich in der Nachbargemeinde Falkenstein.

### Freizeit
Im Gemeindegebiet sind zahlreiche Rad- und Wanderwege angelegt. Das nächste Hallenbad liegt in Wörth an der Donau.

### Regelmäßige Veranstaltungen
Der Kulturausschuss der Gemeinde, aber auch die örtlichen Vereine organisieren regelmäßige Veranstaltungen, die auf Burg Brennberg bzw. dem Sommerkeller, im ehemaligen Kloster, in der Wallfahrtskirche Frauenzell wie auch im Spital Brennberg stattfinden.

## Wirtschaft und Infrastruktur

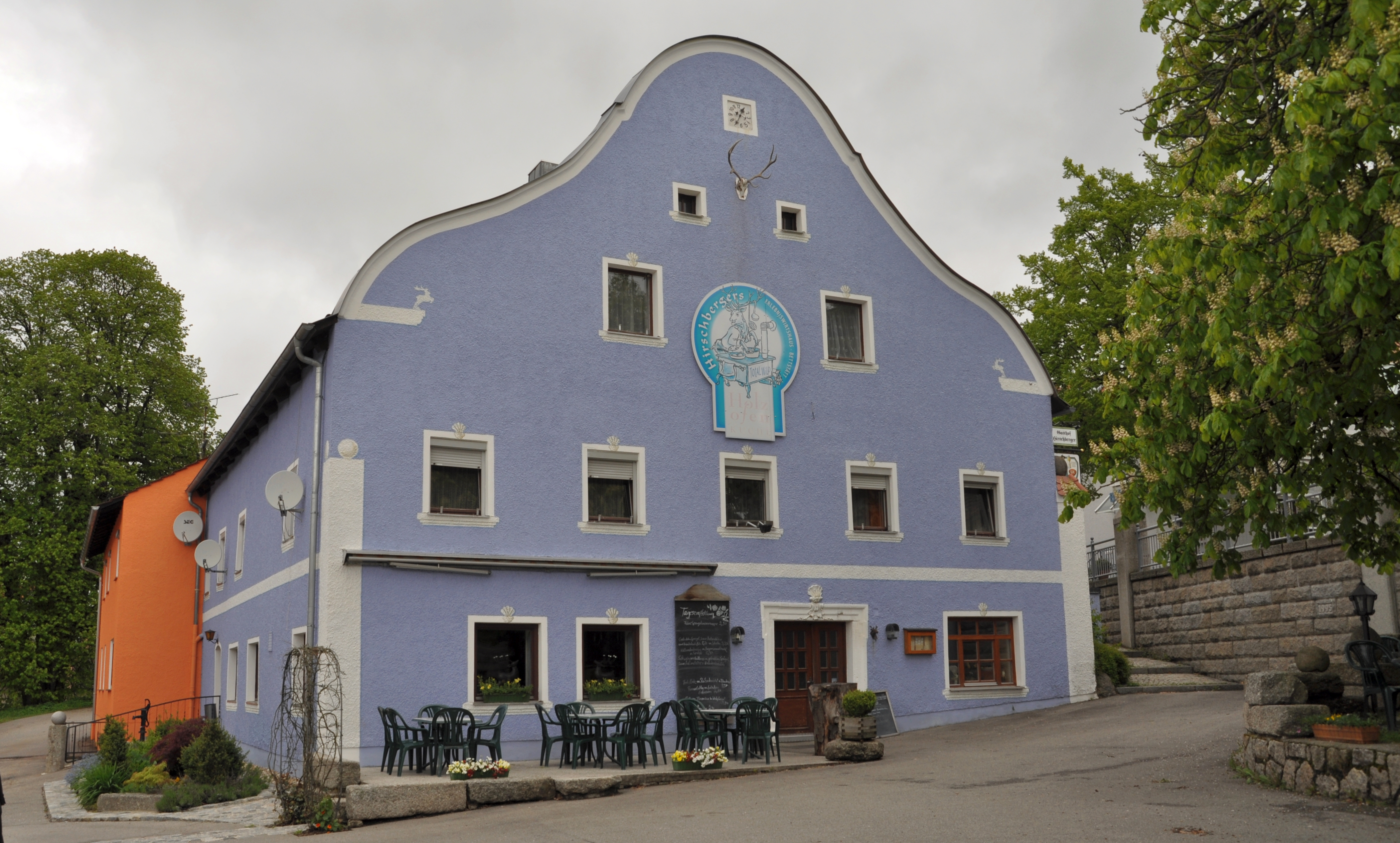
Historischer Gasthof in Brennberg

Brennberg verfügt über zahlreiche Nahversorgungs-, Handwerks- und Dienstleistungsbetriebe; überdies ist eine ausreichende ärztliche Versorgung vorhanden. In der Gemeinde gibt es derzeit etwa 230 Arbeitsplätze, zwei Drittel der Arbeitnehmer pendeln aus. (Stand 2014)
In den letzten Jahren wurden Baugrundstücke in den Baugebieten „Fahndorfer Feld“ in Brennberg sowie im Baugebiet „am südlichen Ortsrand von Frauenzell“ geschaffen.
Arbeitsgemeinschaft Vorderer Bayerischer Wald

Am 8. Januar 2007 wurde die Arbeitsgemeinschaft Vorderer Bayerischer Wald, kurz «AG Vorwald» genannt, gegründet. Ziel der Arbeitsgemeinschaft ist es, die Region in touristischer, wirtschaftlicher und kultureller Hinsicht zu stärken.
Mitglieder dieser Gemeinschaft sind die Gemeinden Altenthann, Bernhardswald, Brennberg, Falkenstein, Michelsneukirchen, Rettenbach, Wald, Wiesenfelden, Zell und die Stadt Wörth an der Donau, ebenso alle Heimat-, Tourismus- und Fremdenverkehrsvereine dieser Gemeinden.
Kulturinitiative – Donau.Wald.Kultur

Es besteht mit der Nachbargemeinde Wiesent sowie den Gemeinden Pfatter, Rettenbach und mit der Stadt Wörth die interkommunale Kulturinitiative „Donau.Wald.Kultur“. Seit 2012 wird dabei ein vielfältiges Programm mit Künstlern verschiedenster Richtungen angeboten.
Interkommunale Zusammenarbeit

Neben der Verwaltungsgemeinschaft Wörth an der Donau, in der die Gemeinde Mitglied ist, beteiligt sich Brennberg im Rahmen der interkommunalen Zusammenarbeit an weiteren Kooperationen mit der Stadt Wörth. So wurde gemeinsam mit den Gemeinden Wörth und Wiesent der „Familienstützpunkt Donau.Wald“ gegründet. Dieses Pilotprojekt wird durch den Freistaat Bayern gefördert; es gilt als neue Informations- und Kontaktstelle für Familien. Zudem strebt die Gemeinde die Teilnahme an weiteren interkommunalen Projekten an.

### Verkehr
Mit dem Bedeutungsverlust der nahegelegenen Bahnstrecke Falkenstein-Regensburg, ging eine Aufwertung der Straßenanbindung in den 1970er Jahren einher.
Brennberg liegt unmittelbar an der Staatsstraße St 2153 Richtung Falkenstein. Überdies führen zwei Kreisstraßen durch den Ort: die Kreisstraße R 42 Richtung Wiesent zur Autobahn A 3 (Nürnberg – Regensburg – Passau). Die Kreisstraße R 41 als Anbindung an die Staatsstraße St 2146 Richtung Wörth an der Donau zur Autobahn A 3 (Nürnberg – Regensburg – Passau).
In der Gemeinde gibt es zahlreiche markierte Rad- und Wanderwege. Darüber hinaus liegt der Ort am Prädikatswanderweg Goldsteig. Brennberg ist mit der RVV-Buslinie 37 aus Regensburg sowie einer privaten Buslinie von Wörth nach Brennberg gut an das öffentliche Verkehrsnetz angebunden.
Staats- und Kreisstraßen

Cham (Oberpfalz) St 2146 – Falkenstein – St 2153 – Brennberg – St 2145 – Forstmühle
Falkenstein – St 2153 – Brennberg – R 42 – Wiesent – 
Falkenstein – St 2153 – Brennberg – R 41 – St 2146 – Wörth an der Donau – 

### Öffentliche Einrichtungen
In Brennberg gibt es folgende kommunale Einrichtungen:
- Kindergarten
- Kinderkrippe
- Jugendtreff
- Wertstoffhof

## Bildung und Wissenschaft
In Brennberg befindet sich eine Grundschule. Im Rahmen der interkommunalen Zusammenarbeit wurde im April 2010 der Mittelschulverbund Vorderer Bayerischer Wald – Donautal gegründet. Dieser Schulverbund gilt landkreis- und bezirksübergreifend als Vorzeigeprojekt.
Die Mitglieder des Schulverbundes sind:
- Mittelschulverband Wörth-Wiesent, bestehend aus der Stadt Wörth an der Donau, Gemeinde Wiesent, Gemeinde Pfatter, Gemeinde Bach an der Donau
- Mittelschulverband Falkenstein, bestehend aus dem Markt Falkenstein, Gemeinde Rettenbach, Gemeinde Brennberg
- Gemeinde Wiesenfelden

## Medien
Im Gemeindegebiet erscheinen die Donau-Post, eine Lokalausgabe des Straubinger Tagblatts, und der Wörther Anzeiger, eine Lokalausgabe der Mittelbayerischen Zeitung sowie das Regensburger Wochenblatt, eine Ausgabe der Wochenblatt Verlagsgruppe.
Im Gemeindegebiet können neben den überregionalen Programmen auch die Radiosender Radio Charivari, Radio Gong FM, Radio AWN und der regionale Fernsehsender TVA empfangen werden.

## Persönlichkeiten
Ehrenbürger

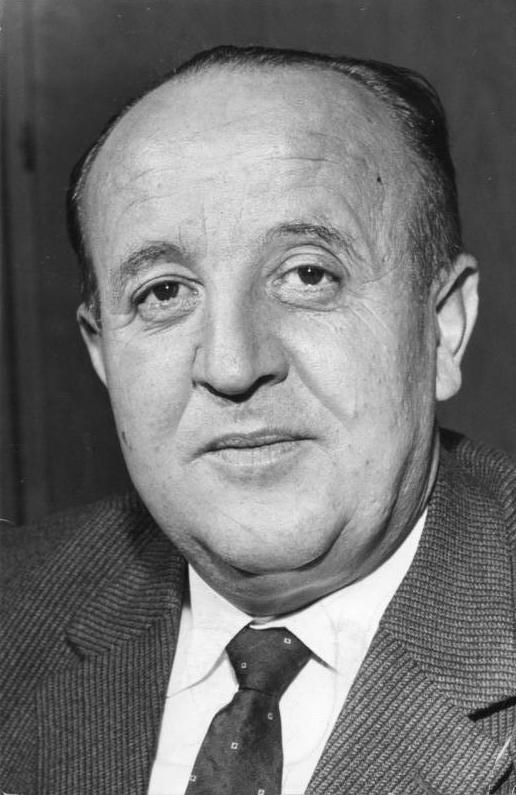
Hermann Höcherl

- Wolfgang Hutterer (†), Pfarrer (Ernennung zum Ehrenbürger 1904)
- Hermann Höcherl (* 1912; † 1989), deutscher Politiker (CSU), Bundesminister a. D.
- Johannes Jobst SAC (* 1920; † 2014), Pallottiner und römisch-katholischer Bischof von Broome, Australien (Ernennung zum Ehrenbürger 1960)
- Toni Spitzner (* 1929; † 2008), Bürgermeister a. D. und Träger der Verdienstmedaille der Bundesrepublik Deutschland (Ernennung zum Ehrenbürger 1999)
- Johann Wolf († 1990)
- Alois Schambeck (* 1925; † 2019), Gemeinderat von 1971–1976, Heimatforscher und Vorstandsmitglied von Brennberger Vereinen (Ernennung zum Ehrenbürger am 15. März 2015)
- Hans Schreier (* 1935), ehemaliger dritter Bürgermeister, Gemeinderat, Ortsheimatpfleger, Chronist und Autor (Ernennung zum Ehrenbürger am 21. November 2015)[25]

Söhne und Töchter der Gemeinde
- Reinmar von Brennberg (* um 1210; † 1271), Ritter von Brennberg und Minnesänger
- Maria Violanta Freiin von Lerchenfeld-Brennberg (* 1739; † 1801), Äbtissin von Niedermünster
- Ildephons Nebauer (* 1768, † 1844), 1830–1836 Prior im Kloster Metten
- Hermann Rabl (* 1778; † 1848), Pfarrer der Mariahilfkirche in München
- Franz Xaver Saradeth (* 1779, † 1830), Spitalbenefiziat in Nesselwang
- Alois Gröbler (* 1780, † 1828), Pfarrer in Schönau
- Josef Anton Herrlein (* 1849; † 1925), Pfarrer in Geiselhöring